# Boyne-Klasse (1790)
Die Boyne-Klasse war eine Klasse von zwei 98-Kanonen-Linienschiffen 2. Ranges der britischen Marine, die von 1790 bis 1814 in Dienst stand.

## Geschichte
1782 endete die dritte Amtszeit des Earl of Sandwich als Erster Lord der Admiralität, die neue Führung unter den Admiralen Keppel und Howe, welche den Posten des Ersten Lords der Admiralität alternierend bis 1788 ausübten. Sie begannen mit dem Bau neuer Dreidecker als Antwort auf ähnliche Bemühungen der französischen Marine zu dieser Zeit. Da aber erkannt wurde, das die französischen Schiffe (Terrible-Klasse) deutlich größer waren, mussten auch die britischen Entwürfe angepasst werden. Daher entwickelte der Surveyor of the Navy Edward Hunt ein neues Design für die Schiffe der 2. Ranges, siehe die Schiffe der Duke-Klasse.

## Einheiten
| Name            | Bauwerft          | Bestellung        | Kiellegung       | Stapellauf    | Fertigstellung    | Indienststellung | Verbleib                                                    |
| --------------- | ----------------- | ----------------- | ---------------- | ------------- | ----------------- | ---------------- | ----------------------------------------------------------- |
| Boyne           | Woolwich Dockyard | 21. Januar 1783   | 4. November 1783 | 27. Juni 1790 | 21. November 1790 | 18. August 1790  | Am 1. Mai 1795 vor Spithead verbrannt                       |
| Prince of Wales | Plymouth Dockyard | 29. November 1783 | Mai 1784         | 28. Juni 1794 | 27. Dezember 1794 | Oktober 1794     | Ab 1814 aufgelegt und im Dezember 1822 zum Abbruch verkauft |

## Technische Beschreibung
Die Klasse war als Batterieschiff mit drei durchgehenden Geschützdecks konzipiert und hatte eine Länge auf diesen von 55,47 Metern (Geschützdeck) bzw. 45,66 Meter (Kiel), eine Breite von 15,33 Metern und einen Tiefgang von 6,68 Metern bei einer Vermessung von 2010 18⁄94 tons (bm). Sie waren Rahsegler mit drei Masten (Fockmast, Großmast und Kreuzmast). Der Rumpf schloss im Heckbereich mit einem Heckspiegel, in den Galerien integriert waren, die in die seitlich angebrachten Seitengalerien mündeten. An der obersten Position des Heckspiegels befanden sich traditionell bis zu drei Hecklaternen. Diese waren aus Repräsentationsgründen durch zeitspeziefische Schnitzereien und Bildhauerarbeiten geschmückt. Die Beplankung war kraweel ausgeführt, das heißt, die Enden der Planken stießen stumpf aufeinander, so dass eine glatte Außenfläche entstand.
Die Bewaffnung der Klasse bestand aus 98 Kanonen.
|        | Unteres Batteriedeck | Mittleres Batteriedeck | Oberes Batteriedeck | Backdeck       | Achterdeck     | Kanonen (Geschossgewicht) |
| ------ | -------------------- | ---------------------- | ------------------- | -------------- | -------------- | ------------------------- |
| Design | 28 × 32-Pfünder      | 30 × 18-Pfünder        | 30 × 12-Pfünder     | 2 × 6-Pfünder  | 8 × 6-Pfünder  | 98 Kanonen (420,85 kg)    |
| 1792   | 28 × 32-Pfünder      | 30 × 18-Pfünder        | 30 × 12-Pfünder     | 2 × 12-Pfünder | 8 × 12-Pfünder | 98 Kanonen (434,45 kg)    |

## Besatzung
Die Besatzung hatte eine Stärke von 750 Mann (Offiziere und Unteroffiziere bzw. Mannschaften).

## Bemerkungen
1. ↑  Bei der Berechnung des Gewichtes einer Breitseite kann es zu Unterschieden kommen, da in der damaligen Zeit ein Pfund, je nach Land, unterschiedliche Gewichtswerte hatte. Das französische Livre hatte z. B. ein Gewicht von 489,506 Gramm, während das englische Pound ein Gewicht von 453,592 Gramm hatte.